# 2341 (numero)
Duemilatrecentoquarantuno (2341) il numero naturale dopo il 2340 e prima del 2342.

## Proprietà matematiche
- è un numero dispari
- è un numero primo
- In notazione scientifica, è scritto come 2,341×103.
- La somma delle sue cifre è 10.
- Ha un totale di 1 fattore primo e 2 divisori positivi.
- Ci sono 2340 numeri interi positivi (fino a 2341) che sono primi rispetto a 2341.[1]
- La somma di tutti i fattori di 2341 è 2342.